# Psilopteryx curviclavata
Psilopteryx curviclavata là một loài Trichoptera trong họ Limnephilidae. Chúng phân bố ở miền Cổ bắc.